# Заргаров, Самир Фирдус оглы
Самир Фирдус оглы Заргаров (азерб. Zərgərov Samir Firdus oğlu; 29 августа 1986, Гёйгёль, Азербайджанская ССР) — азербайджанский футболист, полузащитник. Защищал также цвета молодёжной сборной Азербайджана.

## Клубная карьера
Профессиональную футбольную карьеру начал в 2004 году с выступления в бакинской команде «Адлийя». Играл также в клубах премьер-лиги Азербайджана «Стандард (Сумгаит)», «Габала» и «Гянджа».
В 2011 году стал игроком бакинского «Интера». Дебют в еврокубках состоялся 18 июля 2013 года в первом матче второго отборочного раунда Лиги Европы против норвежского «Тромсё».

## Карьера в сборной
В составе молодёжной сборной Азербайджана (U 21) дебютировал 2 июня 2007 года в отборочном матче чемпионата Европы против сборной Греции.

## Достижения
- Обладатель Кубка чемпионов Содружества 2011 года в составе ФК «Интер» Баку.
- Бронзовый призёр чемпионата Азербайджана по футболу сезона 2011/12 годов в составе ФК «Интер» Баку.
- Бронзовый призёр чемпионата Азербайджана по футболу сезона 2012/13 годов в составе ФК «Интер» Баку.